# テヨン (NCT)
テヨン（韓：태용、本名：イ・テヨン（韓：이태용、漢：李 泰容、英：Lee Tae-yong）、1995年7月1日 - ）は、大韓民国・ソウル特別市出身の歌手、インフルエンサー。男性アイドルグループNCTのメンバー。SMエンタテインメント所属。
ポジションはメインラッパー、メインダンサー、サブボーカル。NCT 127のリーダーである。2016年4月、NCT Uでデビュー。2016年7月、ソウルを拠点とするユニットNCT 127でデビュー。2018年5月、日本デビュー。2019年10月、SuperMでデビュー。ニックネームはテヨヨ、テヨンイ、テヨンちゃん。

## 来歴

### 生い立ち
1995年7月1日、韓国ソウル特別市に生まれる。
路上でスカウトされ、SMエンタテインメントに入社した。スカウトマンがSMエンタテインメントの名前を言わずに三大芸能会社の一つだと伝えたが、テレビ局のKBSやSBS、MBCの一つだと思ったという。
トーストを買ってもらったため「良い人だな」と思い、オーディションに参加した。愛国歌を歌い、ポッピンダンスを踊って合格した。

### SMルーキーズとして（2013年 - 2015年）
2013年12月3日、SMルーキーズのメンバーとして公開された。

#### 2014年
7月22日、ラップパフォーマンス動画「SMROOKIES_SR14B 'TAEYONG (태용)'_OPEN THE DOOR」が公開された。
8月15日より、Mnetで放送されたEXOの番組『EXO 90：2014』に出演した。
8月より、SMルーキーズとしてSMエンタテインメントのコンサートツアー「SMTOWN LIVE WORLD TOUR Ⅳ」に出演し、ソロパフォーマンスも披露した。
8月24日、SR14Bとして参加した「SUPER MOON」が公開された。
10月13日公開、Red Velvet「Be Natural」にフィーチャリングで参加した。

#### 2015年
3月6日、SR15Bとして参加したダンス動画「BASSBOT」が公開された。
8月15日よりSMルーキーズの定期公演「SM ROOKIES SHOW」に出演。

### NCTデビュー（2016年 - 2018年）

#### 2016年

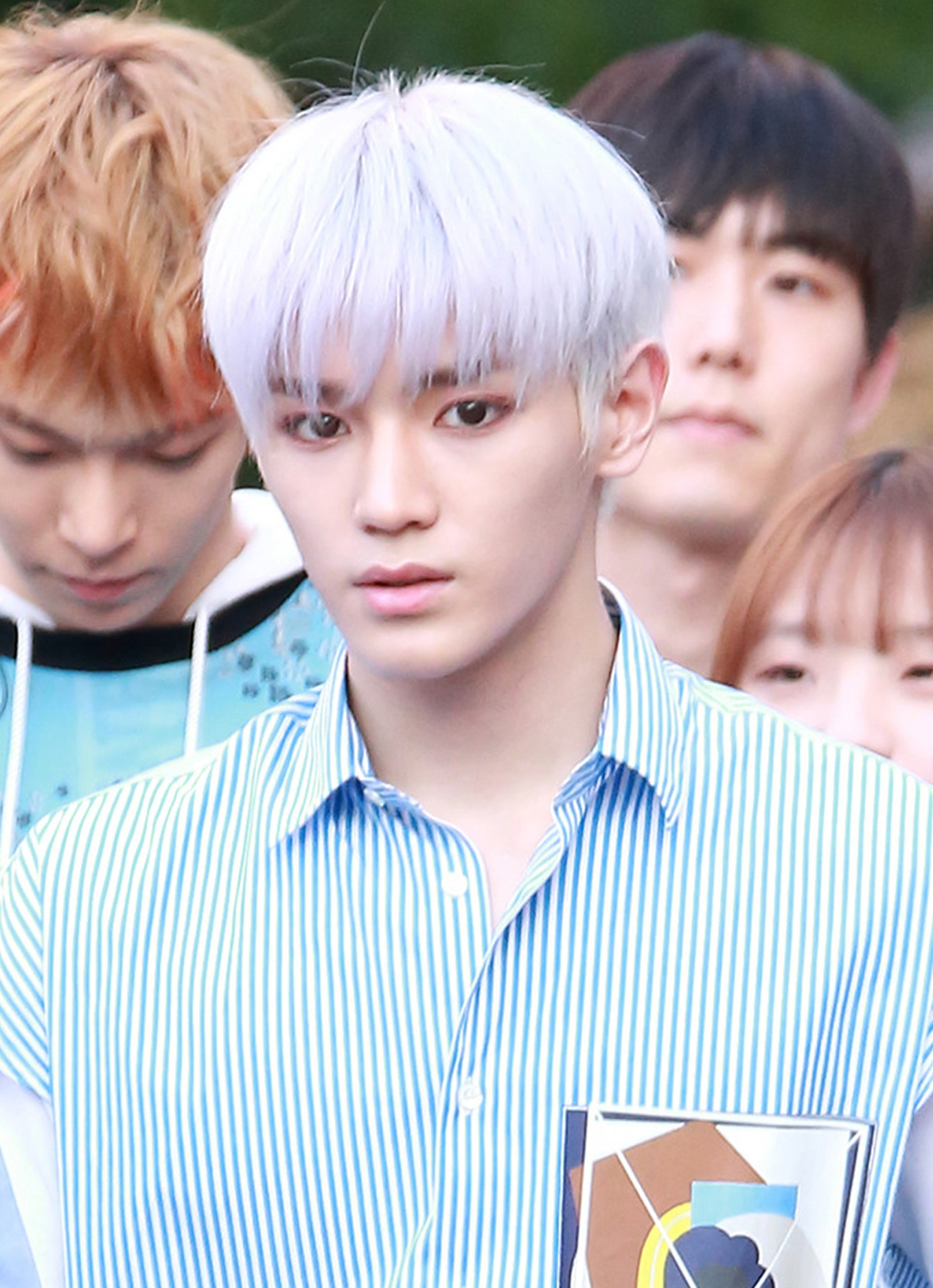
2016年5月、KBS『ミュージックバンク』公開収録にて

4月9日、デビューユニットNCT Uの楽曲「The 7th Sense」が公開された。
同日、中国深圳で開催された「第16回 音楽風雲榜年度盛展」に出演した。
4月15日、KBS 2TV『ミュージックバンク』にてNCT Uとして正式デビュー。
7月3日、ソウルを拠点とするユニットNCT 127のデビューメンバーとして公開された。
7月7日、NCT 127がMnet『M COUNTDOWN』でデビュー曲「Fire Truck」を披露し、正式デビュー。

#### 2017年

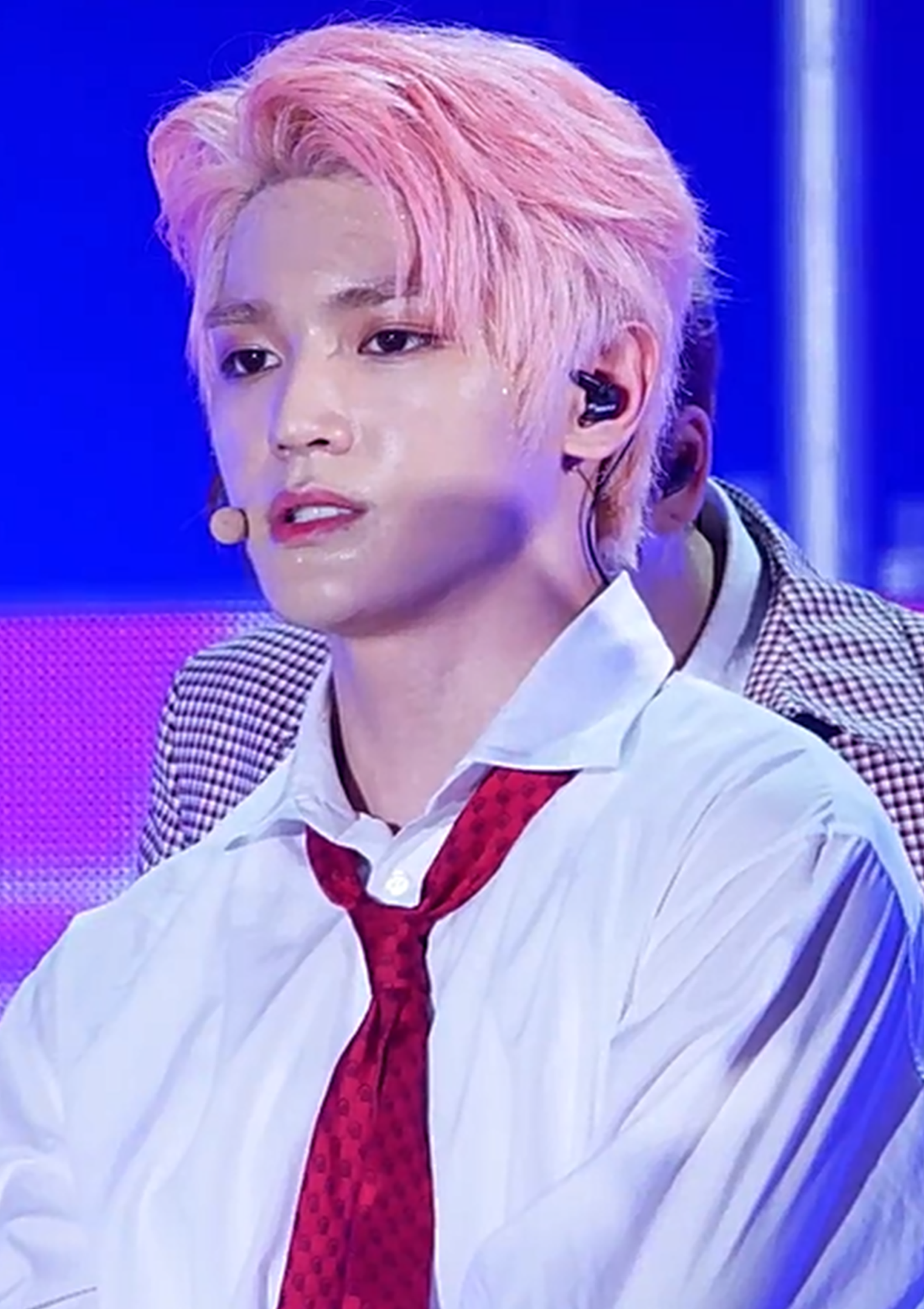
2017年7月、SBS『THE SHOW』収録にて

2月7日より、海苔菓子「Masita」の広告モデルに就任したことを受けてタイを訪問しプロモーション活動を行った。
5月12日、SMエンタテインメントの音源公開チャンネルSM STATIONを通じてHitchhikerとのコラボレーション楽曲「AROUND」を発表。
8月5日、SM STATIONを通じてユ・ヨンジンとのコラボレーション楽曲「一緒に(Cure)」が公開された。
8月7日公開、KBS 2TVドラマ『恋するレモネード』の劇中歌「Stay in my Life」に参加。
11月27日、テンと飲料ブランド「est PLAY」の新製品広告モデルに就任し、タイのバンコクを訪問した。

#### 2018年
2月18日、作詞に参加したNCT Uの楽曲「BOSS」のミュージックビデオが公開された。
2月27日、テンとのデュエット曲でNCT Uとして参加した「Baby Don't Stop」のミュージックビデオが公開された。「Baby Don't Stop」は同年末にイギリスの雑誌「Dazed」が選定した「The 20 best K-pop songs of 2018」で1位を獲得した。
4月1日、作詞に参加したNCT Uの楽曲「YESTODAY」のミュージックビデオが公開された。
5月23日、所属ユニットNCT 127がミニアルバム『Chain』を発売し日本デビュー。
8月29日発売、「2018 SPECTRUM DANCE MUSIC FESTIVAL」のテーマ曲「Time」にサニーとヒョヨンとともにフィーチャリングで参加した。
12月26日発売、東方神起のスペシャルアルバム「NEW CHAPTER ＃2 : THE TRUTH OF LOVE」収録、ユンホソロ曲「City Lights」にフィーチャリングで参加した。

### SuperMデビュー（2019年 - 2021年）

#### 2019年
3月9日、KSPOドームで開催された東方神起のコンサート「TVXQ！CONCERT -CIRCLE- #with」にて「CIty Lights」と「Sooner Than Later」にフィーチャリングで出演した。
7月18日、作詞と作曲に参加した初のソロ楽曲「Long Flight」を発表。
8月8日、SMエンタテインメントのアーティストからなるグループSuperMのメンバーとして公開された。
8月24日、Punchと歌ったtvNドラマ『ホテルデルーナ』の劇中歌「ラブ・デルーナ」を発表。
9月、ファッションマガジン『Harper's BAZAAR』に初の単独グラビアが掲載された。
10月4日、所属グループSuperMがファーストミニアルバム『SuperM』を発売。

#### 2020年
4月26日、SuperMのオンラインコンサート「Beyond Live」にて作詞と作曲に参加した未発表ソロ曲「GTA」を披露した。
10月12日、NCT Uとして参加した「Make A Wish (Birthday Song)」のミュージックビデオが公開された。

#### 2021年
2月18日、個人のInstagramアカウントを開設した。
8月24日より、Mnetのダンスサバイバル番組『Street Woman Fighter』に審査員として出演した。
12月27日発売、SMTOWNのウィンターアルバム『2021 Winter SMTOWN : SMCU EXPRESS』の収録曲「ZOO」に参加した。

### YouTube開設・ソロデビュー（2022年 - ）

#### 2022年
3月14日、個人のYouTubeチャンネル「TY TRACK」を開設した。
3月23日発売、スランのミニアルバム『FLYIN' PART1』収録曲「Diamonds」にフィーチャリングで参加した。
4月14日、SM STATIONよりラッパーのWonsteinとのコラボレーションデジタルシングル「Love Theory」を発売した。
5月16日、個人のTikTokアカウントを開設した。
6月2日、自ら作詞と作曲に参加した自作曲「Ghost」のパフォーマンスビデオを公開した。
9月7日発売、Kangtaの4thフルアルバム『Eyes On You』収録曲「Skip」にフィーチャリングで参加した。
12月26日発売、SMTOWNのウィンターアルバム『2022 Winter SMTOWN : SMCU PALACE』の収録曲「The Cure」に参加した。

#### 2023年
6月5日、ソロアルバム『SHALALA』を発売した。
6月20日、ファッションブランド「ロエベ」のグローバルブランドアンバサダーに就任した。
8月28日、NCT Uとして参加した「Baggy Jeans」のミュージックビデオが公開された。
9月5日、Mnetのダンスサバイバル番組『Street Woman Fighter2』の課題曲としてテンと歌った「Swipe」を公開した。

#### 2024年
2月24〜25日、ソウル・オリンピック公園オリンピックホールにて初のソロコンサート「2024 TAEYONG CONCERT “TY TRACK”」を開催した。
2月26日、セカンドミニアルバム『TAP』を発売した。
4月15日より、大韓民国海軍に現役入隊し、海軍本部軍楽儀仗大隊の広報隊で兵役義務を履行している。
5月14日、グローバルコスメブランド「benefit（ベネフィット）」のブランドアンバサダーに就任した。
6月6日、大韓民国海軍公式YouTubeチャンネルから公開された顕忠日を記念する動画「잊지않고 늘 기억하겠습니다.（忘れずにずっと覚えています）」に出演した。
8月10日、大韓民国海軍公式YouTubeチャンネルより、オフィシャルオーディオ「99.8%(feat. TAEYONG)」が公開された。
9月より、テヨン初のソロコンサートを映画化したコンサートムービー『TAEYONG: TY TRACK IN CINEMAS』が日韓および各国で公開された。

#### 2025年
3月29日放送、米韓共同制作ドキュメンタリー『コードネーム1950: 巡航』のナレーションを担当した。
5月14日、2021年にSoundCloud上で発表した自作曲「Rose (Feat. スルギ)」のスペシャルビデオを公開した。

## 人物

### 家族・ニックネーム
身長175cm（2016年）。体重57キロ（2016年）。血液型はO型。かに座。7歳上の姉がいる（1989年の早生まれ）。本貫は新平李氏。
「T.Y」という別名があり、練習生のときにユ・ヨンジンがつけた。
ニックネームは「テョン（Ttyong）」。中国では「容容（rongrong、ヨンヨン）」というニックネームがある。
dTV『NCT 127 おしえてJAPAN!』で披露した自己紹介は「好きになっテヨーン！」。
タレントのホン・ソクチョンは8親等の親戚にあたる。2018年4月、生まれて初めて会い一緒に食事に行ったという。

### 趣味・嗜好
趣味はゲーム、絵を描くこと、野良猫探し、マリモの水を替える、映画鑑賞、散歩、ファッション、音楽を聴くこと、美味しいデリバリーを頼むこと。
好きな食べ物は甘いもの、干し芋、マッドンサン。
料理が得意で、得意料理はカルグクス。
子供の頃の夢は大統領、宇宙飛行士、消防士。歌手にならない場合に就いていたかもしれない職業は農家。
整理整頓に気を配っている。
一番尊敬する人は祖父。祖父は朝鮮戦争に参戦しており、花郎武功勲章を授与されている。
中学1年生のときからパピヨンを飼っていた。名前はルビーで、2020年9月に死去した。

#### 音楽
好きなアーティストはジャスティン・ティンバーレイク。一番好きな曲はエンニオ・モリコーネの「マレーナ」。
一番好きな時間は曲づくりの作業をしているとき。作詞をする際、携帯電話のメモ機能を使っている。

#### 映画・ゲーム
一番好きなジブリ映画は『ハウルの動く城』、二番目は『もののけ姫』。
好きな動画ジャンルは自然ドキュメンタリー。特にNetflix制作『OUR PLANET 私たちの地球』がお気に入りである。
好きなゲームは「どうぶつの森シリーズ」。

### ファッション
左腕に「UNDeR」、右腕に「STAND」という英単語のタトゥーを入れている。
これには「下から立ち上がって上に上りながら理解する人になろう」や「理解されよう」また「理解されたい」という意味があるという。
このほかにも愛犬のルビーのイラストや、NCT（North）とSuperM（South）を表すコンパスのイラストのタトゥーも入れている。
つま先の骨が突き出しているので踊るときに痛むことがある。
顔の右側に子どもの頃のアトピーで残った傷があるが、その形がバラに似ているためテヨンの絵文字には「バラ」が使われている。
扁平足である。

### 社会貢献活動
2016年より多愛（タエ）多文化学校の生徒に経済的な援助をしており、「テヨン奨学金」と呼ばれている。
2025年3月、児童グループホーム（小規模児童保護施設）保護児童のために2000万ウォンを寄付した。テヨンは韓国海軍入隊前にSMエンタテインメントで職員を対象とした社内フリーマーケットを開催し、フリーマーケット収益金に私費を加えた計2000万ウォンを寄付した。
2025年3月28日、大韓赤十字社を通じて、慶尚北道・慶尚南道・蔚山の山火事災害の復旧活動と被災者支援のために1億ウォンを寄付した。

### 交友関係
ウジ（SEVENTEEN）と親交があり、お互いに作曲が好きなことから仲良くなったという。

### ファンとの交流
中国のファンがアメリカのタイムズスクエアの電光掲示板に誕生日記念広告を掲載した（2017年6月）。テヨンはアメリカで開催されたKCONに出演後、自身の記念広告を見るためにタイムズスクエアを訪れた。

## 参加作品

### NCT U
| 公開日 | 公開日   | タイトル                    | 収録アルバム             | ミュージックビデオ          | 備考                         |
| ------ | -------- | --------------------------- | ------------------------ | --------------------------- | ---------------------------- |
| 2016年 | 4月9日   | The 7th Sense               | NCT 2018 Empathy         | The 7th Sense               | デビュー曲                   |
| 2018年 | 2月19日  | BOSS                        | NCT 2018 Empathy         | BOSS                        |                              |
| 2018年 | 2月27日  | Baby Don't Stop             | NCT 2018 Empathy         | Baby Don't Stop             |                              |
| 2018年 | 4月2日   | YESTODAY                    | NCT 2018 Empathy         | YESTODAY                    |                              |
| 2018年 | 8月11日  | CELEB FIVE                  | -                        | -                           | MBC「ショー 音楽中心」で披露 |
| 2020年 | 10月12日 | Make A Wish (Birthday Song) | NCT 2020 Resonance Pt. 1 | Make A Wish (Birthday Song) |                              |
| 2020年 | 10月12日 | Misfit                      | NCT 2020 Resonance Pt. 1 | -                           |                              |
| 2020年 | 10月12日 | Volcano                     | NCT 2020 Resonance Pt. 1 | -                           |                              |
| 2020年 | 10月12日 | Light Bulb                  | NCT 2020 Resonance Pt. 1 | -                           |                              |
| 2020年 | 11月23日 | I.O.U                       | NCT 2020 Resonance Pt. 2 | -                           |                              |
| 2021年 | 12月14日 | New Axis                    | Universe                 | -                           |                              |
| 2021年 | 12月14日 | OK!                         | Universe                 | -                           |                              |
| 2023年 | 8月28日  | Baggy Jeans                 | Golden Age               | Baggy Jeans                 |                              |
| 2023年 | 8月28日  | Call D                      | Golden Age               | -                           |                              |
| 2023年 | 8月28日  | PADO                        | Golden Age               | -                           |                              |
| 2023年 | 8月28日  | That's Not Fair             | Golden Age               | -                           |                              |

### ソロ楽曲

#### シングル
- 「Long Flight」（2019年） - ミュージックビデオ - YouTube
- 「Ghost」（2022年） - パフォーマンスビデオ - YouTube

#### ミニアルバム
| No. | タイトル                 | 収録曲 | サークル チャート （週間） | 売上枚数 （CIRCLE） | 売上枚数 （オリコン） |
| --- | ------------------------ | --- | -------------------------- | ------------------- | --------------------- |
| 1st | SHALALA （2023年6月5日） | 収録曲 1. 샤랄라 (SHALALA) 2. 관둬 (GWANDO) 3. Move Mood Mode (Feat. 웬디) 4. Virtual Insanity 5. RUBY 6. 404 File Not Found 7. Back to the Past | 2位                        | 458,429枚           | 12,250枚              |
| 2nd | TAP （2024年2月26日）    | 収録曲 1. TAP 2. Moon Tour 3. Run Away 4. APE 5. Ups&Downs 6. 404 Loading                                                                        | 3位                        | 211,799枚           | 14,602枚              |

### コラボレーション
- 「AROUND」（2017年、Hitchhiker） - ミュージックビデオ - YouTube
- 「一緒に(Cure)」（2017年、ユ・ヨンジン）  - ミュージックビデオ - YouTube
- 「ZOO」（2021年、テヨン、ジェノ、ヘンドリー、ヤンヤン、ジゼル）[40]
- 「Rose」（2021年、スルギ） - スペシャルビデオ - YouTube
- 「Love Theory」（2022年、Wonstein）[42]
- 「The Cure」（2022年、Kangta、BoA、ユンホ、イトゥク、テヨン（少女時代）、オンユ、スホ、アイリーン、テヨン、マーク、クン、カリナ）
- 「Swipe」（2023年、テン、『Street Woman Fighter2』課題曲）[49]

### フィーチャリング
- 「Be Natural」（2014年、Red Velvet) - ミュージックビデオ - YouTube
- 「Time」（2018年、サニー、ヒョヨン）
- 「City Lights」（2018年、ユンホ）
- 「Mood」（2019年、Marteen）
- 「Diamonds」（2022年、スラン）
- 「Love Theory」　(2022年、 Wonstein)
- 「Skip」（2022年、Kangta）
- 「99.8%(feat. TAEYONG)」（2024年、大韓民国海軍）- 公式音源 - YouTube

### 劇中歌
- 「Stay in my Life」（2017年、KBS 2TV「恋するレモネード」）
- 「ラブ・デルーナ」（2019年、tvNドラマ「ホテルデルーナ」）

### ダンスパフォーマンス
- ケンドリック・ラマー feat.リル・ウェイン「Mona Lisa」（2018年11月29日）[93]
- ポスト・マローン「Wow.」（2019年6月11日）[94]
- ショーン・メンデス、カミラ・カベロ「Señorita」（2019年7月6日）[95]
- The Pack「Oh Go」（2019年8月4日）[96]
- ラウヴ「Paris In The Rain」（2020年2月10日）[97]

### カバー
- ASTN「Last Christmas」（2023年12月15日）[98]

## 出演

### 映画

#### コンサートムービー
- 『TAEYONG: TY TRACK IN CINEMAS』（2024年）

### テレビ番組
- Mnet『EXO 90：2014』
- tvN『食料日記』[99][100]
- KBS 2TV『ハッピートゥゲザー4』（2018年11月8日）[101]
- OGN『GAME DOLYMPIC 2019：ゴールデンカード』（2019年7月13日、14日）[102][103]
- JTBC『知ってるお兄さん』（2019年9月28日）[104]
- SkyDrama『WEPLAY』（2019年10月19日）[105][106]
- Mnet『Street Woman Fighter』（2021年8月）
- Mnet『뚝딱이의 역습』（2022年夏）
- 日本テレビ『NCT Universe: LASTART』（2023年9月7日）[107]

### 雑誌掲載（単独）
- 『Harper's BAZAAR』9月号（2019年）[34]
- 『W Korea』2月号（2022年）[108]
- 『Arena Homme+』1月号（2023年）
- 『エル・ジャポン』6月号特別版表紙（2023年）[109]
- 『MadameFigaro』7月号（2023年）
- 『tmrw』（2023年）
- 『ELLE Korea』9月号（2023年）[110]
- 『エル・ジャポン』12月号（2023年）
- 『Arena Korea』2月号（2024年）

### スペシャルステージ
- コラボステージ - 「Mnet Asian Music Awards」（香港）にてジュホン、ジャクソンらと（2016年12月2日）[111]
- 「Wannabe」 - 「SMTOWN LIVE WORLD TOUR VI」にてヒョヨンと（2017年7月）[112]
- 神話「Hey, Come On!」 - 『SBS歌謡大祭典』にてユウタ、ドヨンと（2017年12月25日）[113]
- 「Wannabe」 - 「SMTOWN SPECIAL STAGE in SANTIAGO」にてヒョヨンと（2019年1月）[114]
- 「Girls On Top」 - 『KBS歌謡祭』にてBoA、ジェノと（2022年12月16日）

### イベント
| 年     | 開催日   | イベント名                                                                         | 場所                                                                  | 備考    |
| ------ | -------- | ---------------------------------------------------------------------------------- | --------------------------------------------------------------------- | ------- |
| 2016年 | 7月11日  | SMエンタテインメントとユニセフベトナム事務所・ユニセフ韓国委員会社会貢献協約締結式 | ユニセフ・ベトナム事務所                                              | [ 115 ] |
| 2017年 | 3月28日  | 2017 F/W HERA ソウルファッションウィーク                                           | ソウル東大門デザインプラザ                                            | [ 116 ] |
| 2017年 | 10月21日 | 2018 S/S ソウルファッションウィーク                                                | ソウル東大門デザインプラザ                                            | [ 117 ] |
| 2018年 | 5月10日  | SMエンタテインメントとベトナムのIPPグループの国際交流協定締結式                    | SMコミュニケーションセンター                                          | [ 118 ] |
| 2018年 | 6月28日  | 2018 第5回中韓経営大賞授賞式                                                       | 汝矣島全国経済人連合プラザ                                            | [ 119 ] |
| 2022年 | 8月17日  | 第2回Google for Korea                                                              | -                                                                     | [ 120 ] |
| 2023年 | 3月3日   | パリ・ファッションウィーク 「ロエベ（LOEWE）2023-24年秋冬コレクション」            | フランス・パリ                                                        | [ 121 ] |
| 2023年 | 6月24日  | 「ロエベ」2024年春夏メンズコレクション                                             | フランス・パリ                                                        | [ 122 ] |
| 2023年 | 8月7日   | 2023蔚山サマーフェスティバル x ショー!K-POPの中心                                  | 蔚山                                                                  |         |
| 2023年 | 8月10日  | 2023 K GLOBAL HEART DREAM AWARDS                                                   | ソウル松坡区KSPO DOME                                                 | [ 123 ] |
| 2023年 | 8月18日  | KCON LA 2023                                                                       | ロサンゼルス・クリプト・ドットコム・アリーナ LAコンベンションセンター | [ 124 ] |
| 2023年 | 8月22日  | 「ロエベ（LOEWE）」のイベント                                                      | ソウル城東区城水洞                                                    | [ 125 ] |
| 2024年 | 2月26日  | 「ロエベ（LOEWE）」のイベント                                                      | ソウル江南区盤浦洞新世界デパート江南店                                | [ 126 ] |
| 2024年 | 3月27日  | 2024 Universal Superstar Awards                                                    | ソウル慶煕大学平和の殿堂                                              | [ 127 ] |

## コンサート
| 開催年 | 開催日  | コンサート名                    | 開催地 | 会場                               | 参考 |
| ------ | ------- | ------------------------------- | ------ | ---------------------------------- | ---- |
| 2024年 | 2月24日 | 2024 TAEYONG CONCERT “TY TRACK” | ソウル | オリンピック公園オリンピックホール |      |
| 2024年 | 2月25日 | 2024 TAEYONG CONCERT “TY TRACK” | ソウル | オリンピック公園オリンピックホール |      |

## 受賞歴
- 第2回K GLOBAL HEART DREAM AWARDS - 本賞、記者団選定アーティスト賞（2023年）[128]
- 第1回Universal Superstar Awards - ユニバーサル・K-POP・アイコン賞（2024年）[129]

## 広告

### 広告モデル
- 「Masita」（海苔菓子、タイ）
- 「est PLAY」（飲料、タイ）
- 「ロエベ」（ファッションブランド） - グローバルブランドアンバサダー
- 「benefit」（コスメブランド） - ブランドアンバサダー

### コマーシャル
- 「SKテレコム」（2016年）[130]